# توژنو، شهرستان الکسندروف
توژنو (به لاتین: Turzno) یک روستا در لهستان است که در استان کویافسکو-پومورسکی واقع شده‌است.